# خولیو مارچانت
خولیو مارچانت (اسپانیایی: Julio Marchant‎؛ زادهٔ ۱۱ ژانویهٔ ۱۹۸۰) بازیکن فوتبال اهل آرژانتین است.

## باشگاهی
از باشگاه‌هایی که در آن بازی کرده‌است می‌توان به باشگاه فوتبال بانفیلد، باشگاه فوتبال بوکا جونیورز، باشگاه فوتبال راسینگ کلوب آویاندا، باشگاه ورزشی ناسیونال، و باشگاه ورزشی دفنسور اشاره کرد.